# As Modelos
As Modelos (em língua francesa: Les poseuses) é uma pintura a óleo sobre tela realizada pelo artista francês Georges Seurat entre 1887 e 1888.